# Quake Live
Quake Live (tidigare kallat Quake Zero) var inledningsvis ett webbläsarbaserat first person shooter-datorspel (spelbart i webbläsaren via ett plugin) utvecklat av id Software, finansierat genom annonsering inuti spelet. Sedan hösten 2014 är Quake live endast tillgänglig via steam.
Spelet fokuserar på multiplayeraspekten av spelet Quake III Arena (1999).
November 2009 fungerade spelet i Windows, Mac OS X och Linux. I augusti 2010 släpptes spelet officiellt ur beta-versionen, och en ny uppdatering släpptes som inkluderade två betalversioner, "Pro" och "Premium", som ger tillgång till en hel del mer än vid standard, så som freezetag och möjligheten att gå med i fler klaner samt välja bland ett större utbud av banor osv.

## Teknologi
Quake Live kör på en uppdaterad version av Id Tech 3-spelmotorn.
På Quake lives hemsida kunde vem som helst registrera sig och spela. Man spelade direkt i webbläsaren och allt som behövdes var ett insticksprogram som skulle installeras. Nu kan Quake Live endast konsumeras via steam. 

## Spelsätt
- Duel – Spelare mot spelare (1-mot-1) slag. Den som får mest "frags" innan tiden rinner ut vinner.
- Free for All – Spelare möts i en match alla mot alla. Den som först kommer till ett visst antal frags vinner och avslutar spelet. Det finns även en tidsbegränsning i detta läge.
- Team Deathmatch – Två lag möter varandra om vem som kan döda flest.
- Capture the Flag – Varje lag har en bas med en flagga. För att få poäng och vinna spelet måste ett lag ta motståndarlagets flagga och ta med den till sin egen bas.
- Clan Arena – Lagbaserat spelsätt. Alla startar fullt utrustade med rustning och vapen. När man dör måste man vänta till nästa rond för att spela igen.
- Freezetag – spelare fryser till is när de dör och måste vänta på att en i ens lag ska värma upp en igen för att fortsätta spela, alternativt att omgången vinns av något av lagen.

Det finns också ett s.k. "Instagib"-läge. I detta alla mot alla-läge börjar alla spelare med en Railgun, som alltid dödar på ett skott.